# Dvärgviderödling
Dvärgviderödling (Entoloma alpicola) är en svampart som tillhör divisionen basidiesvampar, och som först beskrevs av Jules Favre, och fick sitt nu gällande namn av Machiel Evert ("Chiel") Noordeloos. Dvärgviderödling ingår i släktet Entoloma, och familjen Entolomataceae. Arten är reproducerande i Sverige.